# برگن آن در روگن
شهر برگن آن در روگن در ایالت مکلنبورگ-فورپومرن در کشور آلمان واقع شده است.

## نگارخانه

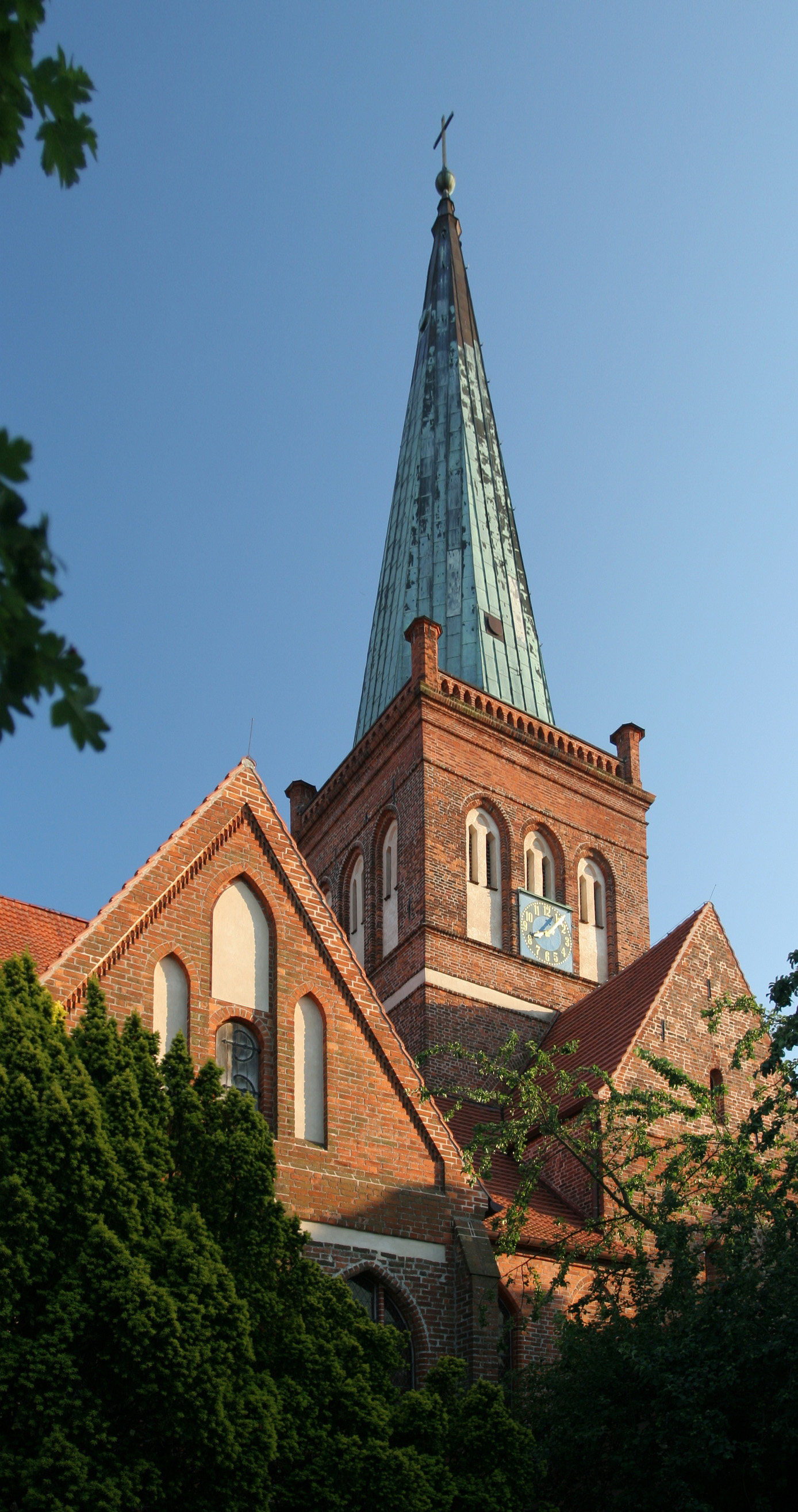
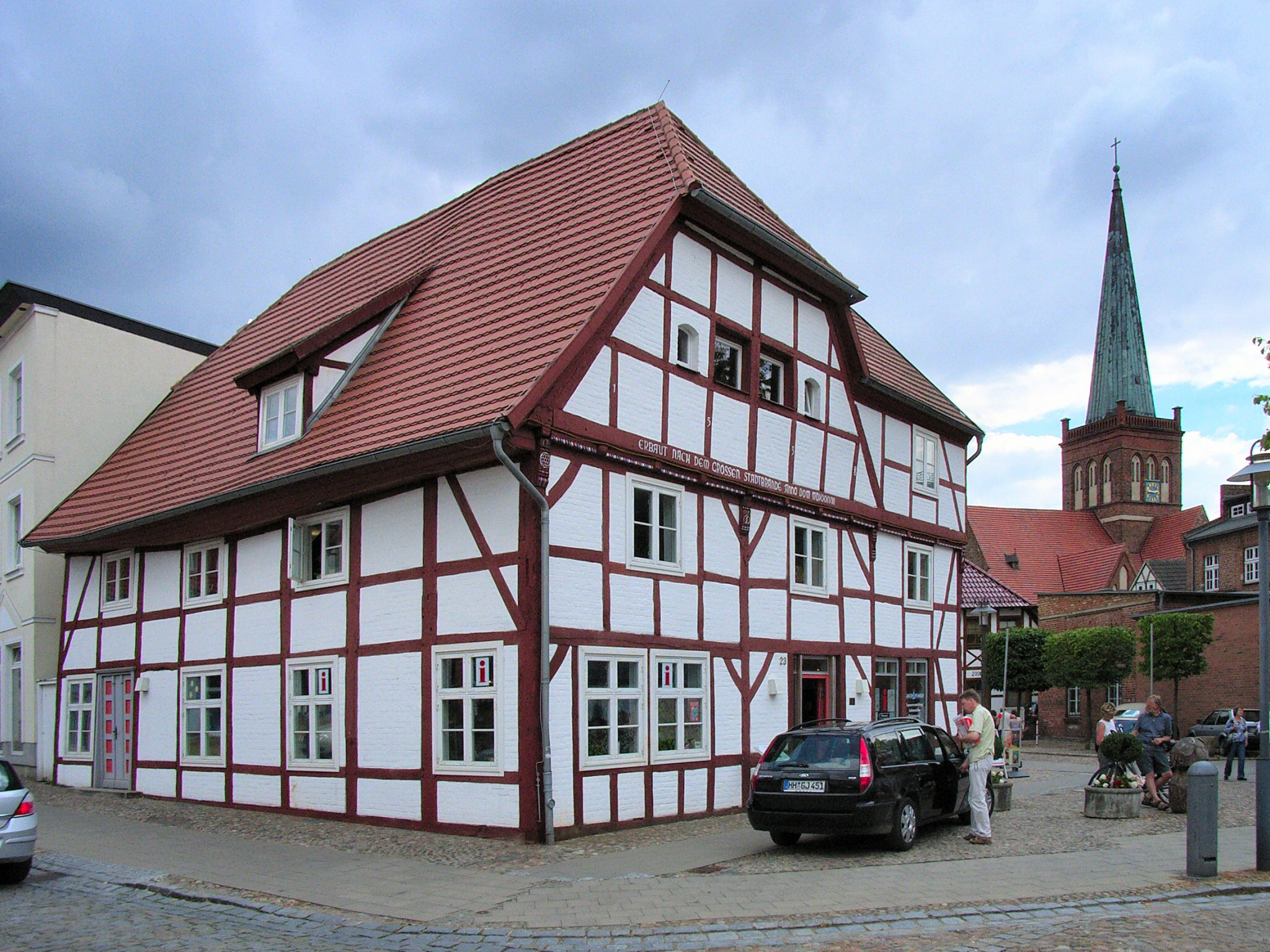
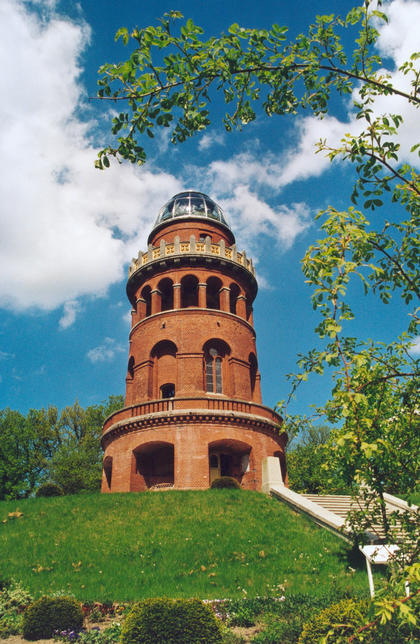
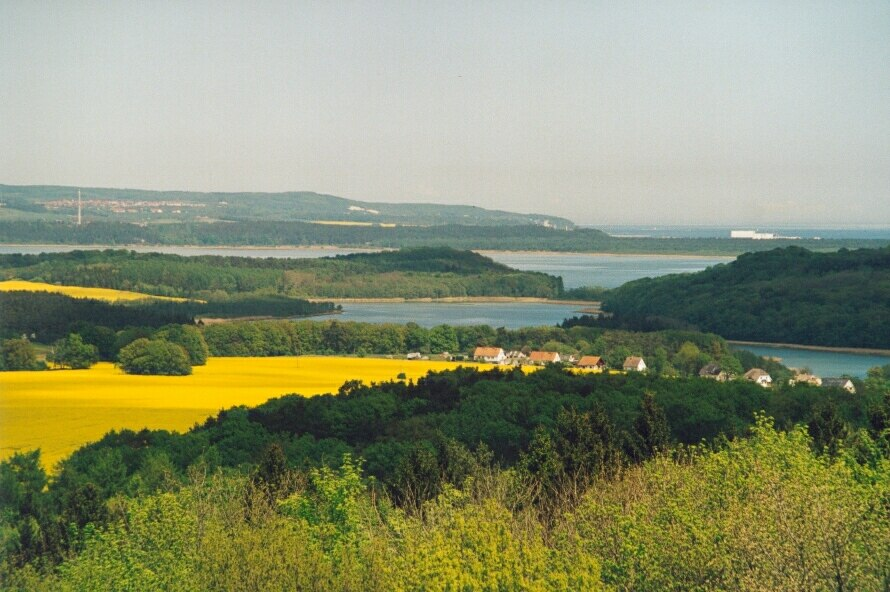